# Подводное течение (фильм, 2010)
Подводное течение (исл. Brim) — исландский фильм 2010 года режиссёра Аудни Оулавюра Аусгейрссона. Фильм получил национальную кинематографическую премию «Эдда» за лучший фильм.

## История съёмок и проката
Фильм был снят на основе одноимённого спектакля рейкьявикской театральной группы Вестюрпорт, который длительное время с успехом шёл на театральных сценах как Исландии, так и других стран. Большинство актёров, задействованных в спектакле, играют и в этом фильме. Этот спектакль был поставлен по одноимённой пьесе Йоуна Атли Йоунассона.
Премьера фильма состоялась 5 сентября 2010 года.
Фильм участвовал в программах различных кинофестивалей — Гётеборгского кинофестиваля (январь 2011), 33-го Московского международного кинофестиваля (июнь 2011, программа «Перспективы»), кинофестиваля в Карловых Варах.
Рейтинг фильма в базе данных Internet Movie Database по состоянию на 14 января 2017 года составлял 6,4.

## Сюжет
На старом рыболовецком судне один из членов экипажа покончил с собой. Судно вернулось в порт, члены экипажа несколько дней провели на суше, — и молчаливый шкипер Антон снова повёл свой корабль в море. Новый член экипажа — женщина неопределённого возраста, его племянница. «Когда переспишь с половиной деревни, приходится делать ноги», — то ли в шутку, то ли всерьёз объясняет она дяде своё появление. На судне и раньше психологическая атмосфера была не очень, а появление женщины улучшению этой атмосферы также не поспособствовало. А вскоре на судне заглох двигатель, вслед за чем начались и более крупные несчастья, хотя женщина к ним прямого отношения, вроде бы, и не имела…

Лучшее, что есть в картине, — это с вдохновением снятые виды качающегося на волнах ржавого судна, атмосферные кадры повседневной рыбацкой работы, контрастные ночные планы со стаей чаек, витающих над дырявой сетью, в которую уже невозможно поймать рыбу, и прозрачные дневные планы с теми же чайками, которым дают поживиться рыбьими потрохами.— Из рецензии на фильм в газете «Манеж в „Октябре“» — официальном органе ММКФ

## В ролях
- Ингвар Эггерт Сигурдссон — шкипер Антон
- Нина Дёгг Филиппюсдоуттир[исл.] — Дрива, племянница Антона
- Бьёрн Хлинюр Харальдссон — Лойи
- Гисли Орн Гардарссон — Бенни
- Оулавюр Дарри Оулафссон — Сайвар
- Оулавюр Эйидль Эйильссон[исл.] — Кидди
- Викингюр Кристьяунссон[исл.] — Йоун Гейр

## Локальные названия
В англоязычных странах фильм шёл под названием Undercurrent.

## Награды
Фильм получил 11 номинаций на национальную кинематографическую премию «Эдда», вручавшуюся в феврале 2011 года, и победил в пяти номинациях, в том числе за лучший фильм.
Актриса Нина Филиппюсдоуттир за роль в фильме получила премию «Эдда» за лучшую роль.